# Ottoschulzia cubensis
Ottoschulzia cubensis är en tvåhjärtbladig växtart som först beskrevs av Wr., och fick sitt nu gällande namn av Ignatz Urban. Ottoschulzia cubensis ingår i släktet Ottoschulzia och familjen Icacinaceae. Inga underarter finns listade i Catalogue of Life.